# 萨尔佐
萨尔佐（法語：Sarzeau，法語發音：[saʁzo]）是法国莫尔比昂省的一个市镇，位于该省南部，属于瓦讷区。

## 地理
萨尔佐（47°31'38"N, 2°46'11"W）面积60.23 平方千米，位于法国布列塔尼大區莫尔比昂省，该省份为法国西北部沿海省份，位于布列塔尼半岛南部，北起阿摩尔滨海省、西接菲尼斯泰尔省，南濒大西洋，东南接大西洋卢瓦尔省，东临伊勒-维莱讷省。
与萨尔佐接壤的市镇（或旧市镇、城区）包括：圣阿梅尔、叙聚尔、勒图尔迪帕克、圣吉尔达德吕伊。

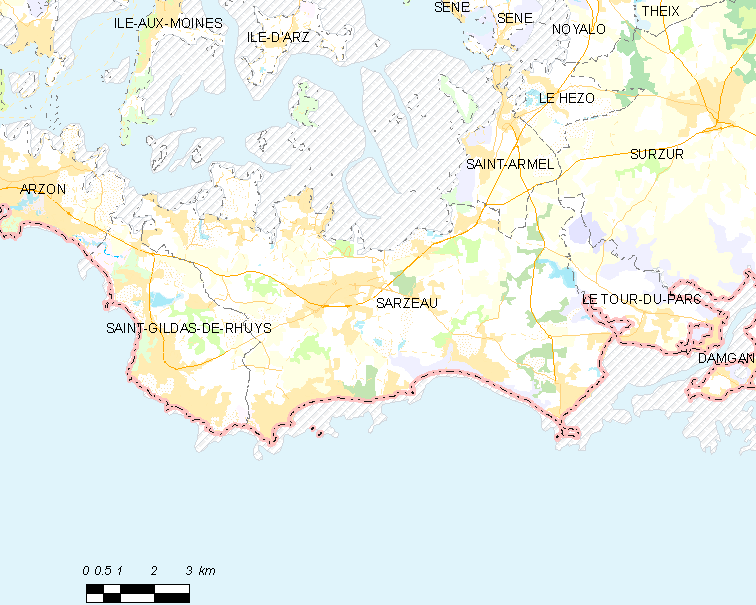
萨尔佐的OSM定位图

萨尔佐的时区为UTC+01:00、UTC+02:00（夏令时）。

## 行政
萨尔佐的邮政编码为56370，INSEE市镇编码为56240。

## 政治
萨尔佐所属的省级选区为塞内县。

## 人口

1962-2008年间萨尔佐人口变化图示

萨尔佐于2022年1月1日时的人口数量为9068人。